# Poutiatine (kraï du Primorié)
Poutiatine (en russe : Путя́тин) est une commune urbaine de l'okroug urbain de Fokino dans le kraï du Primorié. Située en Extrême-Orient russe, la commune se trouve sur l'île éponyme. Sa population, en déclin, s'élevait à 691 habitants en 2024.

## Géographie

### Situation
La commune urbaine de Poutiatine se trouve dans le kraï du Primorié, un kraï, dans le sud de l'Extrême-Orient en Russie asiatique. Le sujet est inclus dans le district fédéral extrême-oriental, et Poutiatine se trouve à 50 km au sud-est de Vladivostok, la capitale du district et du kraï, et à 6 450 km à l'est de Moscou. Poutiatine est l'une des trois localités de l'okroug urbain de Fokino. Elle est la seule localité de l'île de Poutiatine.

## Histoire
La colonie a été fondée en 1891 par l'entrepreneur russe Alekseï Startsev, fils du décabriste Nikolaï Bestoujev. Elle a ensuite été nommée en l'honneur de l'amiral et homme d'État russe Ievfimy Poutiatine, qui a dirigé la première expédition russe de Kronstadt jusqu'aux côtes du Japon en octobre 1852. Pendant les premières années, une briqueterie, une fabrique de porcelaine et un atelier de soie furent construits, qui déclinèrent progressivement après la mort de Startsev en 1900. Ils furent par la suite nationalisés après la guerre civile.

## Démographie
Recensements (*) et estimations de la population,:
| 1926* | 1939* | 1959* | 1970* | 1979* | 1989* |
| ----- | ----- | ----- | ----- | ----- | ----- |
| 90    | 2 567 | 2 063 | 2 241 | 2 147 | 2 100 |

| 2002* | 2010* | 2021* | 2024 | - | - |
| ----- | ----- | ----- | ---- | - | - |
| 1 133 | 887   | 707   | 691  | - | - |

## Transports
Un ferry relie Poutiatine quatre fois par jour au village de Dounaï.